# 청소차
청소차란 도로의 청소를 위한 장비를 모두 갖춘 특장차를 의미한다. 도로의 청결한 위생과 쾌적한 환경을 조성하기 위해선 반드시 필요한 차량이며 주로 관공서가 소유한다.

## 특징
도로의 청소를 위한 장비를 모두 갖춘 특장차인만큼 도로의 청소를 위한 특수 장비는 모두 갖추고 있다. 도로의 청소에 필요한 물탱크와 빗자루를 모두 장착하고 있으며 도로의 청결한 위생과 쾌적한 환경을 조성하기 위해선 반드시 필요한 차종이다. 이러한 특수성이 있기 때문에 주로 관공서에 소속된 차량들이 많으며 운전자들의 쾌적한 도로 주행 여건을 만들기 위해서도 반드시 필요하다. 주로 8톤 이상의 대형 화물차를 특장해서 만드나 5톤 화물차를 특장해서 만든 청소차도 있다.

## 같이 보기
- 특장차
- 도로
- 청소